# Ограбление инкассаторов Сбербанка в Перми
Ограбление инкассаторов Сбербанка в Перми — разбойное нападение на инкассаторскую машину Западно-Уральского банка Сбербанка России, совершённое 25 июня 2009 года.
Ограбление совершил Александр Васильевич Шурман (1973 г.р., уроженец г. Верещагино Пермской обл.) — один из инкассаторов. Общая сумма похищенного составила порядка 250 млн рублей.

## Ограбление
25 июня 2009 года около 12 часов дня по местному времени в Дзержинском районе города Перми было совершено разбойное нападение на инкассаторскую машину Западно-Уральского банка Сбербанка России, двигавшуюся в направлении расчётно-кассового центра с крупной суммой денег.
Александр Шурман, угрожая огнестрельным оружием своим коллегам, заставил водителя заехать вглубь лесного массива и остановить там машину. После этого он запер коллег в бронированной кабине, погрузил мешки с деньгами в поджидавший его автомобиль и скрылся на нём в неизвестном направлении.
В результате инцидента жертв не было, сумма похищенного по подтверждённой Сбербанком информации составила 250 млн рублей.

## Поиск и задержание
После того как стало известно об ограблении, в городе был объявлен план «Перехват».
Краевая администрация объявила награду в 10 000 долларов за информацию о местонахождении похитителя. 

Фотографии Шурмана были разосланы во все отделения и на все посты милиции, на телевидение, в газеты и в информагентства.
В последующие дни были задержаны родственники Шурмана — его жена и тесть, у которых были обнаружены 9 млн и 1 млн рублей соответственно, а также водитель, который управлял машиной, на которой грабитель скрылся с деньгами.
Поздно вечером 1 июля 2009 года был найден и сам Шурман. Он скрывался в районе Ласьвинских хуторов, в лесу в заранее вырытой землянке; украденные деньги находились неподалёку в специально оборудованном тайнике.
Местонахождение Шурмана удалось локализовать благодаря неосторожности самого грабителя — он сделал несколько звонков со своего сотового телефона, что позволило следственно-оперативной группе определить предполагаемый сектор, в котором скрывался инкассатор.

«Было отработано около 100 человек его [Шурмана] связей, с помощью установленных пособников удалось установить его телефон и примерное расположение, где он может прятаться. Сектор был разбит на квадраты, каждый квадрат отрабатывали, чтобы его обнаружить. При этом была оцеплена вся территория Ласьвинских хуторов, чтобы его никто не мог покинуть»
— начальник ГУВД по Пермскому краю Юрий Горлов
Поиски проводили бойцы отряда особого назначения, отряд был поднят по тревоге 30 июня. Спецназовцы «прочесали» лес на расстоянии 10—15 метров, один из них, Владимир Бояршинов обнаружил кусок полиэтилена и затем человека, прикрытого ветками, которого принял сначала за мёртвого. Этим человеком оказался Александр Шурман. Оперуполномоченный Владимир Бояршинов, в дополнение к уже имевшимся у него медалям ордена «За заслуги перед Отечеством» первой и второй степени и трём медалям «За отвагу», получил от банка премию 300 тысяч рублей.
После поимки Шурмана, Юрий Горлов рассказал, что инкассатор готовился к преступлению 2 года.
Значительная часть похищенного была найдена в указанном Шурманом тайнике. Из похищенных 250 млн не удалось найти 1 млн 145 тыс. 300 рублей.

## Судебное дело
В совершении преступления обвинили не только Александра Шурмана, но и его жену Елену и друга семьи Дмитрия Худякова, а также тестя Аркадия Салимжанова. В октябре 2009 года дело было отправлено на доследование по нарушениям процессуального характера. Сам судебный процесс начался 22 декабря, на нём Александр подал ходатайство об изменении меры пресечения на подписку о невыезде.
Дополнительную сложность делу придало то обстоятельство, что свидетель по делу был застрелен 22 сентября на охоте своим братом.
По просьбе Шурмана, 14 января 2010 года очередное заседание суда прошло за закрытыми дверями.
10 февраля 2010 года Шурману и его сообщникам был вынесен приговор.
Приговором суда Шурман А. В. признан виновным в совершении преступления, предусмотренного ст. 162 ч. 4 п. «б» УК РФ, ему назначено наказание в виде 8 лет лишения свободы без штрафа с отбыванием в исправительной колонии строгого режима (исчисляя срок наказания с 1 июля 2009 года).
Худякова Д. В. суд признал виновным в совершении преступления, предусмотренного ст. 33 ч. 5, 162 ч. 4 п. «б» УК РФ, и назначил наказание 8 лет лишения свободы без штрафа с отбыванием в исправительной колонии строгого режима (исчисляя срок наказания с 3 июля 2009 года).
Шурман Е. А. суд признал виновной в совершении преступления, предусмотренного ст. 33 ч. 5, 161 ч. 3 п. «б» УК РФ, и назначил наказание 6 лет лишения свободы без штрафа условно с испытательным сроком 3 года, с наложением обязанностей периодически являться в УИИ и не менять места жительства без уведомления.
Салимжанова А. Г. суд признал виновным в совершении преступления, предусмотренного ст. 175 ч. 2 п. «б» УК РФ, и назначил наказание 2 года лишения свободы условно с испытательным сроком 2 года со штрафом в размере 20 тысяч рублей.
Суд постановил взыскать с Елены Шурман, Александра Шурмана, Дмитрия Худякова ненайденные деньги — 1 млн 145 тыс. 300 рублей, обратив взыскание на имущество, принадлежащее Александру Шурману и Елене Шурман, на которое был наложен арест: автомобиль «Ниссан», кольцо, деньги — 3990 рублей, земельный участок в садоводческом товариществе.
Суд постановил освободить Шурмана после 7,5 лет заключения в колонии. «Шурмана освободили 25 ноября 2016 года из Губахинской колонии», — сообщил 59.ru начальник пресс-службы краевого ГУ ФСИН Станислав Волегов.

## Реакция общественности
Крупнейшее ограбление инкассаторов в истории не только Пермского края, но и России 2000—2009 годов обусловило интерес к обстоятельствам и расследованию данного происшествия со стороны как местных, так и общероссийских средств массовой информации.
Помимо величины украденного интерес общественности вызвала личность грабителя — инкассатора, который по долгу своей службы должен был охранять вверенные ему ценности. В прессе поднимается вопрос о неминуемом росте подобного рода преступлений в период Мирового финансового кризиса.
В ходе проводимого опроса населения на вопрос «Стали бы Вы сообщать об Александре Шурмане в милицию, если бы его увидели?» более половины респондентов ответили «Не стал бы сообщать в любом случае». Подобную лояльность населения к грабителю некоторые эксперты объяснили ухудшением социально-экономической ситуации в стране в рамках Мирового финансового кризиса, а также «серьёзным влиянием на общество криминальной субкультуры, наложенным на правовую несознательность людей».
Аналогичный опрос посетителей пермского регионального форума «Терон» также выявил неоднозначную реакцию широкой общественности на данное событие. Около половины участников опроса поддержали лозунг «Беги, Шурман, беги!», одобряя тем самым поступок инкассатора. Губернатор Пермского края Олег Чиркунов так прокомментировал подобную реакцию общественности:

«Когда ситуация тебя не затрагивает и ты наблюдаешь исключительно как сторонний наблюдатель, — это одна позиция. Когда ты понимаешь, что завтра твои родственники и близкие могут оказаться заложниками, например, при ограблении банка, тогда как? Тоже — „Беги, Шурман, беги“?»
— Губернатор Пермского края Олег Чиркунов